# Quyền LGBT ở Bosnia và Herzegovina
Quyền đồng tính nữ, đồng tính nam, song tính và chuyển giới (tiếng Bosnia: lezbijke, gay, biseksualne i transrodne; tiếng Serbia: лезбијке, геј, бисексуалне и трансродне; tiếng Croatia: lezbijki, gay, biseksualnih i transrodnih) ở Bosna và Hercegovina có thể phải đối mặt với những thách thức pháp lý mà những người không phải LGBT không gặp phải. Cả nam và nữ hoạt động tình dục đồng giới đều hợp pháp trong Bosna và Hercegovina. Tuy nhiên, các hộ gia đình đứng đầu là các cặp đồng giới không đủ điều kiện cho các biện pháp bảo vệ pháp lý tương tự dành cho các cặp khác giới.
Bosna và Hercegovina là một đất nước thế tục bao gồm chủ yếu là người Hồi giáo và Kitô giáo (Công giáo và Chính thống giáo). Trong khi chính thức thế tục, tôn giáo đóng một vai trò quan trọng trong xã hội Bosna. Do đó, thái độ đối với các thành viên của cộng đồng LGBT có xu hướng khá bảo thủ, giống như các quốc gia khác Đông Âu. Nhiều sự kiện LGBT, đáng chú ý nhất là Lễ hội Queer Sarajevo năm 2008, đã kết thúc bằng bạo lực, sau khi những kẻ cực đoan Hồi giáo tấn công đám đông và hô vang cụm từ cực đoan. Theo một cuộc khảo sát năm 2015, 51% người LGBT Bosna đã báo cáo một số hình thức phân biệt đối xử chống lại họ, bao gồm lạm dụng bằng lời nói, quấy rối và thậm chí là bạo lực thể xác.
Tuy nhiên, thái độ đang thay đổi. Năm 2016, Chính phủ đã phê duyệt luật chống phân biệt đối xử toàn diện, cấm phân biệt đối xử dựa trên xu hướng tính dục, bản dạng giới tính và đặc điểm giới tính của một người. Ngày càng có nhiều quán bar và địa điểm đồng tính được mở ra, đặc biệt là ở thủ đô của Sarajevo. Mong muốn tham gia của Bosna và Hercegovina vào Liên minh châu Âu cũng đã đóng một vai trò quan trọng trong cách tiếp cận của Chính phủ đối với quyền LGBT. Hiệp hội ILGA-Europe đã xếp hạng Bosna và Hercegovina thứ 27 trong số 49 quốc gia châu Âu về luật pháp về quyền LGBT.

## Bảng tóm tắt
| Hoạt động tình dục đồng giới hợp pháp                                                                                       | (Từ năm 2003, toàn quốc)                     |
| Độ tuổi đồng ý | (Từ năm 2003, toàn quốc)                     |
| Luật chống phân biệt đối xử chỉ trong việc làm                                                                              | (Từ năm 2003)                                |
| Luật chống phân biệt đối xử trong việc cung cấp hàng hóa và dịch vụ                                                         | (Từ năm 2003)                                |
| Luật chống phân biệt đối xử trong tất cả các lĩnh vực khác (bao gồm phân biệt đối xử gián tiếp, ngôn từ kích động thù địch) | (Từ năm 2009)                                |
| Luật ghét tội phạm bao gồm khuynh hướng tình dục và bản sắc giới                                                            | (Toàn quốc từ năm 2016)                      |
| Hôn nhân đồng giới | No                                           |
| Công nhận các cặp đồng giới                                                                                                 | (Đề xuất từ Liên bang Bosnia và Herzegovina) |
| Công nhận nhận con nuôi cho người độc thân bất kể xu hướng tình dục                                                         | Yes                                          |
| Con nuôi của các cặp vợ chồng đồng giới                                                                                     | No                                           |
| Con nuôi chung của các cặp đồng giới                                                                                        | No                                           |
| Người đồng tính nam, đồng tính nữ và song tính được phép phục vụ công khai trong quân đội                                   | Yes                                          |
| Quyền thay đổi giới tính hợp pháp                                                                                           | Yes                                          |
| Truy cập IVF cho đồng tính nữ                                                                                               | No                                           |
| Mang thai hộ cho các cặp đồng tính nam                                                                                      | No                                           |
| Liệu pháp chuyển đổi bị cấm ở trẻ vị thành niên                                                                             | No                                           |
| NQHN được phép hiến máu | No                                           |